# Les Enfants (Band)
Les Enfants war eine irische Alternative-Rock-Band.

## Geschichte
Die Band wurde 1982 in Dublin um Gitarrist Ronan O’Hanlon und Schlagzeuger John McEvilly gegründet. Sänger Derek Herbert stieß kurze Zeit später dazu und die Band begann in Clubs in Dublin aufzutreten. 1983 kam die Sängerin Flo McSweeney zur Band, wurde jedoch kein festes Mitglied. Im April 1984 schlossen Les Enfants mit dem Label Chrysalis Records einen Plattenvertrag ab. Zwei Singles konnten sich kurzzeitig in der irischen Hitparade platzieren, das Album war ein kommerzieller Misserfolg. Die Band löste sich 1986 auf.

## Diskografie

### Alben
- 1985: Touche

### Singles
- 1984: Take The Girl / Surprise
- 1985: Slipaway / Miracle of Love
- 1985: Shed a Tear (There You Go) / Stay With Me